# Esquirol gegant de Sri Lanka
L'esquirol gegant de Sri Lanka (Ratufa macroura) és una espècie de rosegador de la família dels esciúrids. Viu a Sri Lanka i el sud de l'Índia. Es tracta d'un animal diürn i arborícola. Els seus hàbitats naturals són els boscos caducifolis i de montà secs, on viu a prop dels rius. Està amenaçat per la caça, la destrucció del seu entorn, la competència d'espècies introduïdes i la pressió dels depredadors.